# Niederkorn
Niederkorn (luxembourgeois : Nidderkuer) est une section de la commune luxembourgeoise de Differdange située dans le canton d'Esch-sur-Alzette.
Elle compte environ 7.500 habitants. On y trouve le parc industriel, naturel et ferroviaire du Fond-de-Gras, une gare ferroviaire et une entrée de l'usine de Differdange.